# John Eliot Howard
Pour les articles homonymes, voir Howard et John Howard.
John Eliot Howard (Plaistow dans l'Essex, 11 décembre 1807 - 12 mai 1883 ) est un botaniste et pharmacien britannique.

## Biographie
John Eliot Howard est le second fils de Luke Howard et Mariabella Eliot. Son père, célèbre météorologiste est pharmacien. Il a reçu une éducation à domicile, mis à part deux ans à la  Josiah Forster's School . En 1823, il est apprenti chez son père, à Stratford, et il étudie la chimie pratique. Il devient associé en 1828. Il se spécialise sur le quinquina et est fait membre de la Royal Society en 1874.